# متنگلی
متنگلی (به انگلیسی: Mattingley) یک روستا و محله مدنی در بریتانیا است که در Hart واقع شده‌است. متنگلی ۵۸۳ نفر جمعیت دارد.